# クズルテペ
クズルテペ（トルコ語: Kızıltepe、クルド語: Qoser、アラビア語: دنيصر）、旧名コチサル（トルコ語: Koçhisar）またはテレルメン（トルコ語: Telermen、「アルメニア人の丘」）は、トルコの都市。マルディン県に属する。2014年の人口は225888人だった。人口のほとんどはクルド人であるが、少数のトルコ人（政府関係の仕事がほとんどである）、アラブ人、キリスト教徒が居住している。町には13世紀のアルトゥク朝時代に建設された大金曜日モスクがある。また、2006年には抗議するクルド人とトルコ機動隊の間で衝突が起こった。クズルテペは1993年8月14日に48.8°Cを記録し、トルコ国内における最高気温の記録を保持している。